# Kunstverein Leipzig
Der Kunstverein Leipzig wurde 1993 in Leipzig in der Nonnenstraße gegründet. Der Ausstellungsbetrieb des Kunstvereins startete im April 1994 mit HOMA-HAUS von Carsten Nicolai. Seit Oktober 2007 befand sich der Kunstverein Leipzig in der Kolonnadenstraße und wurde 2013 wegen Insolvenz abgewickelt. Im Mai 2014 wurde in den Räumlichkeiten der Kolonnadenstraße der Verein für zeitgenössische Kunst Leipzig gegründet.
Die Kernarbeit lag in der Förderung und Ausstellung junger, regionaler Künstler. Eine Vielzahl bekannter Künstler hat im Kunstverein Leipzig ausgestellt oder direkt für den Ausstellungsraum Kunstwerke gestaltet. Dazu gehören Siegfried Anzinger, Liam Gillick, Paule Hammer, Rosa Loy, Verena Landau, Neo Rauch, Wolfgang Tillmans, Michael Triegel, Tobias Trutwin und Cornelius Völker.
Eine enge Kooperation mit der Hochschule für Grafik und Buchkunst Leipzig gehörte zum Selbstverständnis des Kunstvereins. In der Vergangenheit fanden zahlreiche Diplom- und Meisterschülerausstellungen statt. Der Kunstverein war als gemeinnützig beim Finanzamt Leipzig anerkannt und Mitglied in der Arbeitsgemeinschaft Deutscher Kunstvereine. Er wurde ehrenamtlich betrieben und finanzierte sich aus Spenden, Mitteln der Projektförderung sowie Erlösen von Jahresgaben.
Künstlerische Leiter waren Jürgen Meier, Verena Tintelnot, Josef Filipp und Thorsten Hinz. Den Vorsitz hatte der Künstler Reinhard Krehl inne.
Mit dem Magazin hub zur Kunst leistet der Kunstverein einen Beitrag zur Kunstvermittlung. Das Magazin erschien zweimal im Jahr und widmete sich regionaler Kunstkritik mit diskursiver Argumentation und Analyse sowie der Nachwuchsförderung durch Präsentation einer Diplomarbeit der Hochschule für Grafik und Buchkunst. Erschienen sind die Nr. 1, 2006 bis Nr. 7, 2009. Mit dem Projekt zwischengrün thematisierte der Kunstverein Leipzig in Kooperation mit anderen Leipziger Institutionen die Auseinandersetzung von Stadt, Garten, Landschaft und Kunst im öffentlichen Raum. Darüber hinaus arbeitete der Kunstverein am Aufbau einer Mediathek mit Bibliothek, Lesebereich und Video Lounge.